# Jormungand (manga)
Jormungand (jap. ヨルムンガンド Yorumungando) – manga autorstwa Keitarō Takahashiego, publikowana na łamach magazynu „Gekkan Sunday Gene-X” wydawnictwa Shōgakukan od kwietnia 2006 do stycznia 2012. Na jej podstawie studio White Fox wyprodukowało serial anime, który emitowano od kwietnia do czerwca 2012. Drugi sezon, zatytułowany Jormungand: Perfect Order, był emitowany od października do grudnia tego samego roku.

## Fabuła
Koko Hekmatyar jest młodą handlarką bronią, która pracuje dla międzynarodowej korporacji spedycyjnej HCLI, specjalizującej się w nielegalnym przemycie broni. Jako jeden z nieoficjalnych dealerów broni firmy, Koko sprzedaje broń w różnych krajach, unikając zarówno lokalnych, jak i międzynarodowych władz. Towarzyszy jej grupa ochroniarzy, składająca się głównie z byłych żołnierzy. Najnowszym członkiem jej zespołu jest Jonah, pozbawiony emocji i śmiertelnie niebezpieczny młodociany żołnierz, który nienawidzi handlarzy bronią.

## Manga
Manga ukazywała się w magazynie „Gekkan Sunday Gene-X” od 19 kwietnia 2006 do 19 stycznia 2012. Została zebrana w 11 tankōbonach, wydanych między 17 listopada 2006 a 19 kwietnia 2012. Prawa do dystrybucji serii w Ameryce Północnej nabyło wydawnictwo Viz Media.
| Nr | Data wydania (język japoński) | ISBN (język japoński)  |
| -- | ----------------------------- | ---------------------- |
| 1  | 17 listopada 2006             | ISBN 978-4-09-157069-7 |
| 2  | 19 kwietnia 2007              | ISBN 978-4-09-157089-5 |
| 3  | 19 października 2007          | ISBN 978-4-09-157109-0 |
| 4  | 18 kwietnia 2008              | ISBN 978-4-09-157128-1 |
| 5  | 30 października 2008          | ISBN 978-4-09-157150-2 |
| 6  | 17 kwietnia 2009              | ISBN 978-4-09-157174-8 |
| 7  | 19 października 2009          | ISBN 978-4-09-157190-8 |
| 8  | 19 maja 2010                  | ISBN 978-4-09-157215-8 |
| 9  | 28 lutego 2011                | ISBN 978-4-09-157258-5 |
| 10 | 19 grudnia 2011               | ISBN 978-4-09-157297-4 |
| 11 | 19 kwietnia 2012              | ISBN 978-4-09-157305-6 |

## Anime
Powstanie adaptacji w formie telewizyjnego serialu anime zapowiedziano wraz z wydaniem 10. tomu mangi. Seria została zanimowana przez studio White Fox i wyprodukowana przez Geneon. Anime było emitowane od 10 kwietnia do 26 czerwca 2012 w stacjach Tokyo MX, Television Kanagawa, TV Aichi i KBS, później także w Sun TV, BS11 i AT-X.
Drugi sezon, zatytułowany Jormungand: Perfect Order, był emitowany od 10 października do 26 grudnia 2012.

### Ścieżka dźwiękowa
| Nr             | Tytuł            | Wykonawcy     | Źródło   |
| Czołówka       | Czołówka         | Czołówka      | Czołówka |
| -------------- | ---------------- | ------------- | -------- |
| 1              | „Borderland”     | Mami Kawada   | [ 21 ]   |
| 2              | „Under / Shaft”  | Maon Kurosaki | [ 22 ]   |
| Napisy końcowe |                  |               |          |
| 1              | „Ambivalentidea” | Nagi Yanagi   | [ 22 ]   |
| 2              | „Laterality”     | Nagi Yanagi   | [ 22 ]   |